# العدوى بالاستنشاق
يعد الاستنشاق طريق رئيس لانتقال للعدوى، ذلك يحدث عندما يتنفس الفرد هواء ملوث يدخل إلى الجهاز التنفسي. يمكن استخدام آلية امتصاص الجهاز التنفسي للملوثات للتنبؤ بالآثار الصحية المحتملة على البشر. 

## التعريف
يُفهم التعرض عمومًا على أنه تركيز الملوثات المحمولة جواً في الهواء عند حدود الفم والأنف. غالبًا ما تُقاس التركيزات الخارجية في مواقع ثابتة أو تقدر بالنماذج. يعتمد جزء هذا التركيز المحيط الذي يستنشقه الشخص بشكل أساسي على موقعه (داخلي أو خارجي)، والمسافة إلى مصادر التلوث ودقيقة التهوية. يتم تقدير التعرض تقليديًا بناءً على التركيزات الخارجية في عنوان السكن. يتم تجاهل الرحلات إلى مواقع أخرى ومستوى النشاط البدني في الغالب على الرغم من أن بعض الدراسات الحديثة حاولت استخدام أجهزة استشعار محمولة ويمكن ارتداؤها.
جرعة المدخول هي كتلة الملوثات التي تعبر حدود التلامس ويتم استنشاقها من قبل الفرد. يتم زفير بعض هذا الملوث، ويعرف الجزء الذي يمتصه الجهاز التنفسي بالجرعة الممتصة. يمكن أيضًا طرد جزء من الملوثات عن طريق العطس أو السعال أو البصق أو البلع. الملوثات المتبقية التي تنتقل عبر الطبقة السائلة، مما يجعل الاتصال مع أنسجة الجهاز التنفسي هو جزء من التوافر البيولوجي، يسمى الجرعة الفعالة.

## الملوثات الرئيسية المثيرة للقلق
في عام 1970، حددت تعديلات قانون الهواء النظيف ستة معايير لملوثات الهواء يتم تحديثها دوريًا بواسطة معايير جودة الهواء الوطنية (NAAQS) ووكالة حماية البيئة الأمريكية (USEPA. تم تحديد الملوثات ذات المعايير الستة بناءً على المعرفة العلمية للتأثيرات الصحية التي تسببها الملوثات. المعايير الستة هي التالية: الجسيمات (PM)، أكسيد النيتروجين NO2، الأوزون O3، ثاني أكسيد الكبريت SO2، أول أكسيد الكربون (CO)، وهيدروكربونات غير الميثان (NHMC). تنقسم المواد الجسيمية (PM) إلى حجمين، PM10 الذي يسمى PM القابل للاستنشاق، و PM2.5، وهو ما يسمى PM الناعم.

## امتصاص الملوثات الغازية
انتشار O2 من الهواء في الرئتين إلى مجرى الدم، وانتشار ثاني أكسيد الكربون ـ من مجرى الدم عائداً إلى الرئتين جزء أساسي من تنفس الإنسان. يعتبر امتصاص وانتشار الغازات عملية ثنائية الاتجاه. بمجرد امتصاص الغازات في المخاط أو طبقة الفاعل بالسطح، يمكن للغازات المذابة أن تمتص مرة أخرى في الهواء في الرئتين. قد تنتشر الغازات في أي من الاتجاهين اعتمادًا على تدرج التركيز بين الطبقتين. قد تتفاعل الغازات كيميائيًا أثناء النقل إلى مجرى الدم.
تقديرات المقاومة للمخاط الغازي والأنسجة في القصيبات الطرفية لـ SO2، و CO2 تظهر أن SO2 لديه أسرع امتصاص بسبب قابليته للذوبان المائي العالية ومقاومته المنخفضة جدًا للمخاط وطبقات الأنسجة. الأوزون وثاني أكسيد الكربون، لهما ذوبان مائي أقل ومقاومة أعلى لانتقال الكتلة. الأوزون هو الأكثر تفاعلًا، مما يقلل من انتقال الكتلة إلى الأنسجة والدم. ثاني أكسيد الكربون لديه أبطأ امتصاص وأعلى مقاومة في القصيبات الطرفية.

## امتصاص الجسيمات الملوثة
يعد ترسب الملوثات الجسيمية في الرئتين ضروريًا قبل أن تنتقل الجزيئات عبر المخاط إلى أنسجة الرئة. هناك أربع آليات للترسيب: الاعتراض، والانحشار، وترسيب الجاذبية، والانتشار البراوني. يحدث الاعتراض عند إزالة الجسيم بعد مواجهة عائق ما. يحدث الارتطام عندما يصطدم الجسيم بسطح الجهاز التنفسي بسبب القصور الذاتي العالي. يتأثر استقرار الجاذبية بقوة الجاذبية التي تتسبب في استقرار الجسيمات على الجهاز التنفسي. تسبب الحركة البراونية تصادمًا عشوائيًا لجزيئات الغاز مع الجسيم، حتى يدخل الجسيم في الجهاز التنفسي.
يعتمد التنبؤ بموقع ترسب الجسيمات في الجهاز التنفسي على حجم ونوع الجسيمات. تميل الجزيئات الخشنة، الناشئة من مصادر طبيعية مثل الغبار والرمل والحصى، إلى الترسب في منطقة الأنف والبلعوم. عادة ما تترسب الجسيمات الدقيقة المشتقة من مصادر بشرية مثل الوقود الأحفوري والتدخين في المنطقة الرئوية. يحدث معظم تبادل الغازات في المنطقة الرئوية بسبب الحويصلات الهوائية، والتي تحتوي على مساحة سطحية كبيرة.

## الآثار الصحية للملوثات الجسيمية
حدد العلماء ارتباطًا إيجابيًا بين تراكيز الجسيمات باعتبارها العامل المسبب لأمراض الجهاز التنفسي والقلب والأوعية الدموية. قد تكون الجسيمات مسؤولة أيضًا عن ما يصل إلى 20000 حالة وفاة سنويًا، وتفاقم الربو. يعتبر تحديد الجرعة، وتحديد العدد الإجمالي للجسيمات المودعة في المنطقة الرئوية، ومساحة سطح الجزيئات، وحموضة الجسيمات ، والشكل مهمًا في تحديد الآثار الصحية. سوف تتسبب مساحة السطح الأكبر في إتاحة المزيد من السموم للامتصاص في المخاط. تتمتع الجسيمات مثل الأسبستوس بالقدرة على الانغماس بشكل دائم في الحويصلات الهوائية مسببة السرطان في بعض الحالات.
يمكن أن تكون الجسيمات القابلة للذوبان ضارة للغاية بجهاز التنفس بسبب قدرتها على الذوبان في المخاط أو طبقة الفاعل بالسطح. يمكن أن يؤدي ذلك إلى تهيج الأنسجة عن طريق تغيير درجة الحموضة، والانتقال إلى باقي الجسم أو الجهاز الهضمي. الجسيمات غير القابلة للذوبان، مثل جزيئات الرصاص، تترسب في منطقة الأنف والبلعوم ويمكن إزالتها عن طريق النفخ أو الشهيق أو البصق. ومع ذلك، يمكن أن يتسبب البلع في ترسب الجزيئات في الجهاز الهضمي. يمكن إزالة الجسيمات الموجودة في منطقة القصبة الهوائية بواسطة الأهداب، والتي ستنقل الجزيئات إلى المخاط. تسبب الجزيئات غير القابلة للذوبان التي تدخل المنطقة الرئوية تورم الحويصلات الهوائية والسعال وضيق التنفس.

## امتصاص أول أكسيد الكربون
أول أكسيد الكربون هو غاز غير تفاعلي نسبيًا وذوبانًا محدودًا. تتراكم مستويات ثاني أكسيد الكربون المرتفعة في المنطقة الرئوية على مدار عدة ساعات، وتتوازن مع تركيزات ثاني أكسيد الكربون المستنشقة. يعد التعرض لأول أكسيد الكربون أمرًا خطيرًا بسبب طبيعته السامة وعديمة الرائحة. نظرًا لأن الغاز يستغرق وقتًا للتراكم في المنطقة الرئوية، فإن استنشاق تركيز 600 جزء في المليون من شأنه أن يسبب صداعًا ويقلل من القدرة العقلية في غضون ساعة، دون أي أعراض أخرى. في النهاية، ستحدث المادة غيبوبة. يتم الوصول إلى توازن ثاني أكسيد الكربون في الدم ما بين 6-8 ساعات من التعرض لتركيز ثابت في الهواء.
يتم احتواء مستوى خط الأساس من الكربوكسي هيموغلوبين (COHb) في الدم بسبب الكميات الصغيرة من ثاني أكسيد الكربون كمنتج ثانوي في الجسم. إجمالي كمية COHb الموجودة داخل الجسم تعادل مستوى خط الأساس COHb بالإضافة إلى المستوى الخارجي لـ COHb.